# Designer Talk
Designer Talk è un singolo del rapper statunitense Lil Tracy pubblicato il 9 ottobre 2020.

## Tracce
1. Designer Talk – 3:16